# アル・ハリーリー

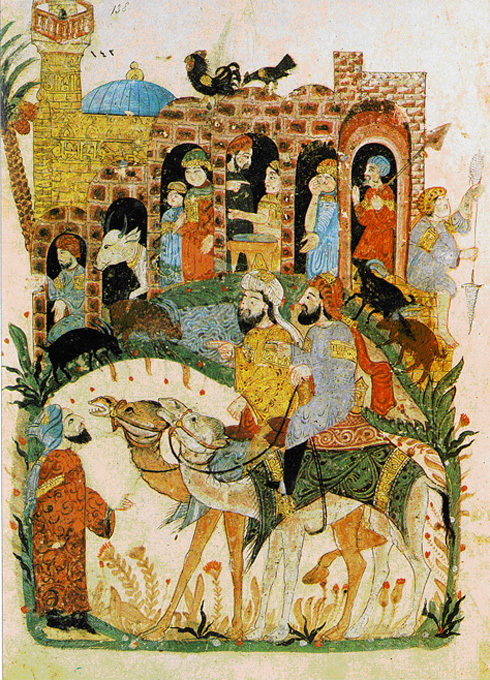
"Discussion Near a Village" アル・ハリーリーの『マカーマート』の挿絵。による細密画

アル・ハリーリー (  محمد القاسم بن علي بن محمد بن عثمان الحريري, Muhammad al-Qasim ibn Ali ibn Muhammad ibn Uthman al-Hariri、1054年 - 1122年 ) は、ムスリムの学者、詩人、著作家。本名はムハンマド・アル・カーシム・イブン・アリー。中世イスラーム世界で生まれた文学ジャンルのマカーマを大成した業績で知られる。

## 生涯
北アラブのラビーア族の血筋で、バスラに生まれ育つ。バスラ派の言語学やシャーフィイー学派の法学を学び、言語学、詩に才能をみせるようになる。「ハリーリー」は「絹に関係した人」を意味するため、絹商人か絹織物師などに関係する家系とみられるが、アル・ハリーリー自身はバスラ郊外に所有していた農場の収益で生活しつつ、書記官や学者をして暮らしたとされる。
ハマザーニーが創めたマカーマに影響を受けて自身も1101年頃からマカーマを創作し始め、1110年頃『マカーマート』として完成させた。バグダードに送られた著作は次第に人気を集め、やがて広く名を知られるようになってからは、遠くアンダルスから弟子入りにくる者もいたほどだった。外見には恵まれず、思索にふけると髭を引き抜く癖があったと伝えられる。
『マカーマート』以外の著書として、アラビア語の文法研究である『潜水夫の真珠』や、『詩集』、『書簡集』などがある。

## 著作

### 『マカーマート』
イスラム世界を放浪するアブー・ザイドなる人物が己の弁才を以って諸処で騙りをはたらく様を、バスラ出身の教養人ハーリスが目撃し語る形の物語50篇からなる。二人の人物は架空だが、アブー・ザイドについてはエデッサ伯国に近いサルージュ出身地で、侵略により流浪の身となったと語られているため、アル・ハリーリーの同時代の出来事であった十字軍侵略が背景になっていると考えられている。アブー・ザイドの騙りは、辻説教や裁判、文化人の会合等様々な場面で展開され、それに応じて題目は道徳やイスラム法、詩や文法等多岐にわたりながら、巧みに目的を達成する様子が各篇で活き活きと描写されている。叙述は、全文が基本的に サジュウ体 と呼ばれる一種の韻文で書かれ、更に修辞や言葉遊び、文字遊び、難解な単語を駆使し、イスラム世界の故事、諺を多く織り交ぜた極めて完成度の高いものとされている。このため古来多くの注釈書が書かれてきた。

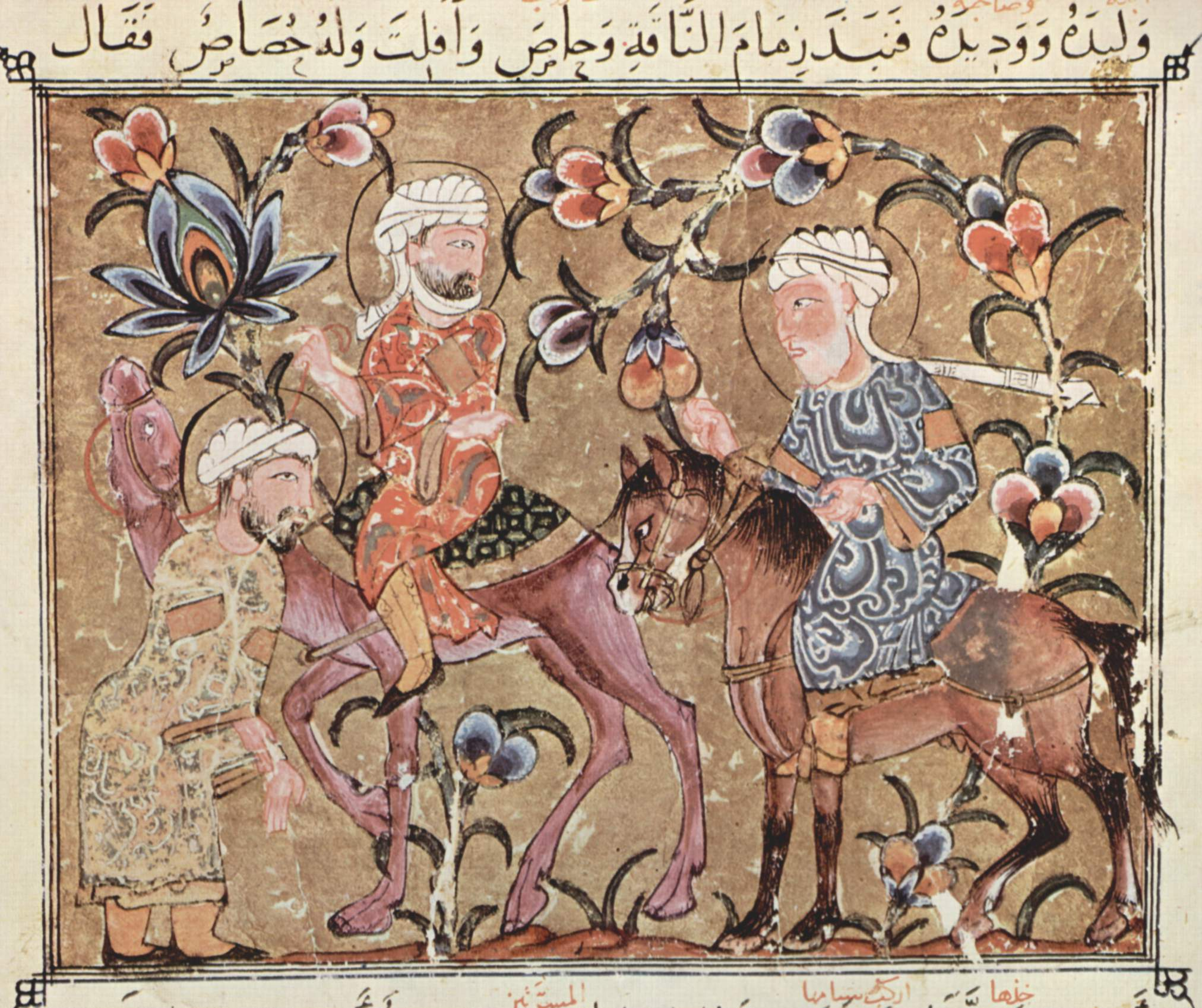
al-Harith helps Abu Zayd to retrieve his stolen camel. Illustration for the 27th maqamat, from a manuscript in the Bodleian Library, Oxford

挿絵はアル・ハリーリの存命中にはなく13世紀以降の写本にみられるもので、現在までに11種類の挿絵付きの写本が知られている。
その中で最初期かつ最も広く知られているのは、13世紀の Yahya ibn Mahmud al-Wasiti （Bibliothèque nationale de France所蔵）の手になるものである。
翻訳は、ヘブライ語やトルコ語等の中東の諸言語では既に13、14世紀頃から存在しているが、欧州の言語では、模倣作は早くも13世紀にアンダルスに出現したものの、知られている最初のものは17世紀のラテン語訳である。 
近現代以降の欧米では、以下を始め数多くの刊行本が存在する。
- Friedrich Rückert(trans.) (1837) (German). Die Verwandlungen des Abu Seid von Serug, oder die Makamen des Hariri. Cotta[14] 第24篇までの自由訳、翻案。

- Theodore Preston(trans.) (1850) (英語). Makamat or Rhetorical Anecdotes of Al Hariri of Basra: Translated from the Original Arabic with Annotations. Cambridge University Press 序文と20篇を特に選んで訳し、註釈したもの。

- Thomas Chenery(trans.); Francis Joseph Steingass(trans.) (1867–98) (英語). The Assemblies of Al-Ḥarîri: with an introduction about the life and times of al-Hariri  (Translated from the Arabic with Notes Historical and Grammatical). Oriental Translation Fund, New Series, 3. 1-2. Royal Asiatic Society

- The Assemblies of Al-Hariri: Fifty Encounters with the Shaykh Abu Zayd of Seruj. Amina Shah(trans.). Octagon. (1980)

- Impostures by Al-Hariri. NYU Library of Arabic Literature. Michael Cooperson(trans.). New York University Press. (2020)

- アル・ハリーリー『マカーマート 中世アラブの語り物』 1-3巻、堀内勝（訳）、平凡社〈東洋文庫〉、2008-2009。